# Nu:Logic
Nu:Logic je spolupráce mezi drum and bassovými producenty a bratry Danem Greshamem (Nu:Tone) a Mattem Greshamem (Logistics). Jejich první projekt „Warriors/Not The Only One“, vydaný roku 2003, byl také prvním počinem Matta Greshama, díky kterému se dostal k hraní pro Hospital Records, kde roku 2004 vydávají „Weapons of Mass Creation Vol. 1“. Po vydání tohoto alba se Logistics a Nu:Tone vydávají každý na vlastní sólovou dráhu.